# Salient Peak
Salient Peak är en bergstopp i Antarktis. Den ligger i Östantarktis. Nya Zeeland gör anspråk på området. Toppen på Salient Peak är 3 395 meter över havet, eller 7 meter över den omgivande terrängen. Bredden vid basen är 0,29 km. Salient Peak ingår i Royal Society Range.
Terrängen runt Salient Peak är bergig åt sydost, men åt nordväst är den kuperad. Trakten är obefolkad. Det finns inga samhällen i närheten. 